# Ivančani
Ivančani su naseljeno mjesto u Republici Hrvatskoj u Zagrebačkoj županiji. 

## Zemljopis
Administrativno su u sastavu općine Farkaševac. Naselje se proteže na površini od 5,38 km².

## Stanovništvo
Prema popisu stanovništva iz 2001. godine u Ivančanima živi 204 stanovnika i to u 50 kućanstava. Gustoća naseljenosti iznosi 37,92 st./km².
| broj stanovnika | 171   | 191   | 181   | 289   | 351   | 393   | 350   | 385   | 324   | 336   | 328   | 287   | 264   | 200   | 204   | 195   | 139   |
|                 | 1857. | 1869. | 1880. | 1890. | 1900. | 1910. | 1921. | 1931. | 1948. | 1953. | 1961. | 1971. | 1981. | 1991. | 2001. | 2011. | 2021. |